# Florence Bayard Bird
 Florence Bird, CC (* 15. Januar 1908 in Philadelphia, Pennsylvania, USA; † 18. Juli 1998 in Ottawa, Ontario, Kanada) war eine kanadische Hörfunksprecherin, Journalistin und Senatorin. Sie war die erste Frau in der kanadischen Geschichte, die eine königliche Untersuchungskommission, die Royal Commission on the Status of Women, leitete.

## Leben und Werk
Bird wurde als Florence Rhein in Philadelphia geboren und erwarb ihren Bachelor-Abschluss am Bryn Mawr College. Sie heiratete dann den Journalisten John Bird und zog 1931 mit ihm nach Montreal. Hier schrieb sie Buchrezensionen für das politische Magazin Canadian Forum. 1937 zog sie mit ihrem Ehemann nach Winnipeg, wo ihr Mann als Chefredakteur und sie als Freiwillige für die Winnipeg Tribune arbeiteten. Zu dieser Zeit nahm sie das Pseudonym Anne Francis an, unter dem sie in der Öffentlichkeit bekannt wurde.
Während des Zweiten Weltkriegs schrieb sie für die Winnipeg Tribune Holding the Home Front eine Kolumne über den Beitrag kanadischer Frauen zu den Kriegsanstrengungen. 1941  moderierte sie die Radiosendung Behind the Headlines und 1942 begann sie als Nachrichtenkommentatorin für den englischen Sender der staatlichen Rundfunkgesellschaft Kanadas CBC/Radio-Canada zu arbeiten. Sie blieb bis 1966 beim CBC und produzierte Dokumentarfilme über Frauenrechte, Lohnunterschiede zwischen Männern und Frauen, Vereinbarkeit von Beruf und Familie, Bedingungen in kanadischen Frauengefängnissen und internationale Angelegenheiten.

## Kommissionsarbeit und Senatorin
Im Februar 1967 ernannte Premierminister Lester B. Pearson Bird zur Vorsitzenden der Royal Commission on the Status of Women in Canada. Weitere Mitglieder der Kommission waren  der Professor für Demografie an der Université de Montréal, Jacques Henripin, der Juraprofessor an der McGill University, John Peters Humphrey, Lola Lange, eine Bäuerin und Gemeindeaktivistin aus Claresholm, die sich für indigene Frauen einsetzte, Jeanne Lapointe, Literaturprofessorin an der Université Laval, die Mitglied der Royal Commission of Inquiry on Education in der Provinz Québec war; die Luftfahrtingenieurin Elsie Gregory MacGill und die Jugendrichterin Doris Ogilvie. Die geschäftsführende Sekretärin der Kommission war die Soziologin Monique Bégin, die später die erste Frau aus Québec war, die in das Unterhaus gewählt wurde.
Die Kommission erhielt im Rahmen ihrer öffentlichen Anhörungen 468 Schriftsätze und rund 1.000 Briefe und hörte fast 900 Personen. Am 7. Dezember 1970 legte Bird ihren Bericht vor, der 167 Empfehlungen zur Beseitigung der Geschlechterungleichheit in Kanada aufführte.  Der Bericht enthielt Empfehlungen zu Sozialpolitik und sozialer Gerechtigkeit zu einer Reihe von Themen, darunter Lohngerechtigkeit, bezahlter Mutterschaftsurlaub, Kinderbetreuung, reproduktive Rechte und Freiheiten, Gewalt gegen Frauen, Gesundheitsfürsorge, Bildung, Beschäftigung, Renten und Wohnen und Sport. Es gab außerdem Empfehlungen für frankophone Frauen, Einwanderinnen, Frauen auf dem Land sowie für indigene Frauen. Nach der Veröffentlichung dieses Berichts wurden zahlreiche Frauengruppen, darunter das National Action Committee on the Status of Women, gegründet, um sich für die Umsetzung ihrer Empfehlungen einzusetzen.
Nach ihrer Kommissionstätigkeit wurde Bird Nachrichtensprecherin für CBC/Radio-Canada und produzierte Dokumentarfilme über die Arbeitsumstände von Frauen und die Bedingungen in Frauengefängnissen.
1978 berief Pierre Elliott Trudeau sie in den Senat von Kanada, wo sie Mitglied des Gemeinsamen Sonderausschusses für die Verfassung Kanadas und Sonderausschusses des Senats für Richtlinien zum Rentenalter war. Bird war bis zu ihrem 75. Geburtstag am 15. Januar 1983 weiterhin im Senat tätig. Im selben Jahr wurde sie in den Beirat der Bundesregierung für den Status von Flüchtlingen berufen, dem sie zwei Jahre lang angehörte. In den folgenden Jahren war sie regelmäßig Mitglied einer Diskussionsrunde der CBC-Radiosendung Morningside.

## Gedenken an ihr Vermächtnis
Seit 1987 veranstaltet das Pauline Jewett Institute of Women's and Gender Studies an der Carleton University jedes Jahr die Florence Bird Lecture.
Im Jahr 1996 richtete das Internationale Zentrum für Menschenrechte und demokratische Entwicklung in Montréal den Florence Bird Award ein, um Frauen zu ehren, die in der Kommunikation tätig sind und das öffentliche Bewusstsein für Frauenrechte schärfen.
1999 eröffnete Status of Women Canada die Florence Bird Memorial Library in Ottawa. Diese Bibliothek beherbergt eine der umfassendsten Sammlungen von Ressourcenmaterial zu Frauen und Geschlechtergleichstellung in Kanada, darunter über 20.000 Monographien und andere Veröffentlichungen zu Frauenthemen sowie Regierungsdokumente, internationale Veröffentlichungen und unabhängig erstellte Berichte und Umfragen.

## Auszeichnungen
- 1971: Companion of the Order of Canada
- 1983: Governor General's Award[5]

## Veröffentlichungen
- An Autobiography. 1974.
- The Rights of Women. 1950.
- Language: Bridge or Barrier.
- The Return of France to North America.
- Holiday in the Woods. 1976.